# Городское поселение Певек
Городско́е поселе́ние Певек — упразднённое муниципальное образование в Чаунском районе Чукотского автономного округа Российской Федерации.
Административный центр — город Певек.

## История
Статус и границы городского поселения установлены Законом Чукотского автономного округа от 29 ноября 2004 года № 46-ОЗ «О статусе, границах и административных центрах муниципальных образований на территории Чаунского района Чукотского автономного округа»
Законом Чукотского автономного округа от 20 октября 2010 года № 87-ОЗ, городское поселение Певек и сельское поселение Янранай были преобразованы, путём их объединения, в городское поселение Певек с административным центром в городе Певек.
Законом Чукотского автономного округа от 8 июня 2015 года № 50-ОЗ, все муниципальные образования Чаунского района — городское поселение Певек, сельское поселение Айон, сельское поселение Биллингс, сельское поселение Рыткучи — были объединены в городской округ Певек.

## Население
| 2010 | 2012  | 2013  | 2014  | 2015  |
| ---- | ----- | ----- | ----- | ----- |
| 4162 | ↗4984 | ↗5173 | ↘4913 | ↗4915 |

## Состав городского поселения
| № | Населённый пункт | Тип населённого пункта        | Население |
| - | ---------------- | ----------------------------- | --------- |
| 1 | Апапельгино      | село                          | →0        |
| 2 | Певек            | город, административный центр | ↘4083     |
| 3 | Янранай          | село                          | ↗1        |